# Старбак (остров)
Старбак (англ. Starbuck Island) — необитаемый атолл в архипелаге Лайн (Кирибати). Находится в 678 км к югу от экватора, в 378 км к северо-востоку от острова Тонгарева, в 555 км к северо-западу от острова Восток, в 643 км к юго-востоку от острова Джарвис и в 204 км от острова Молден. Площадь острова — 21 км². Высочайшая точка атолла — 8 м.

## География

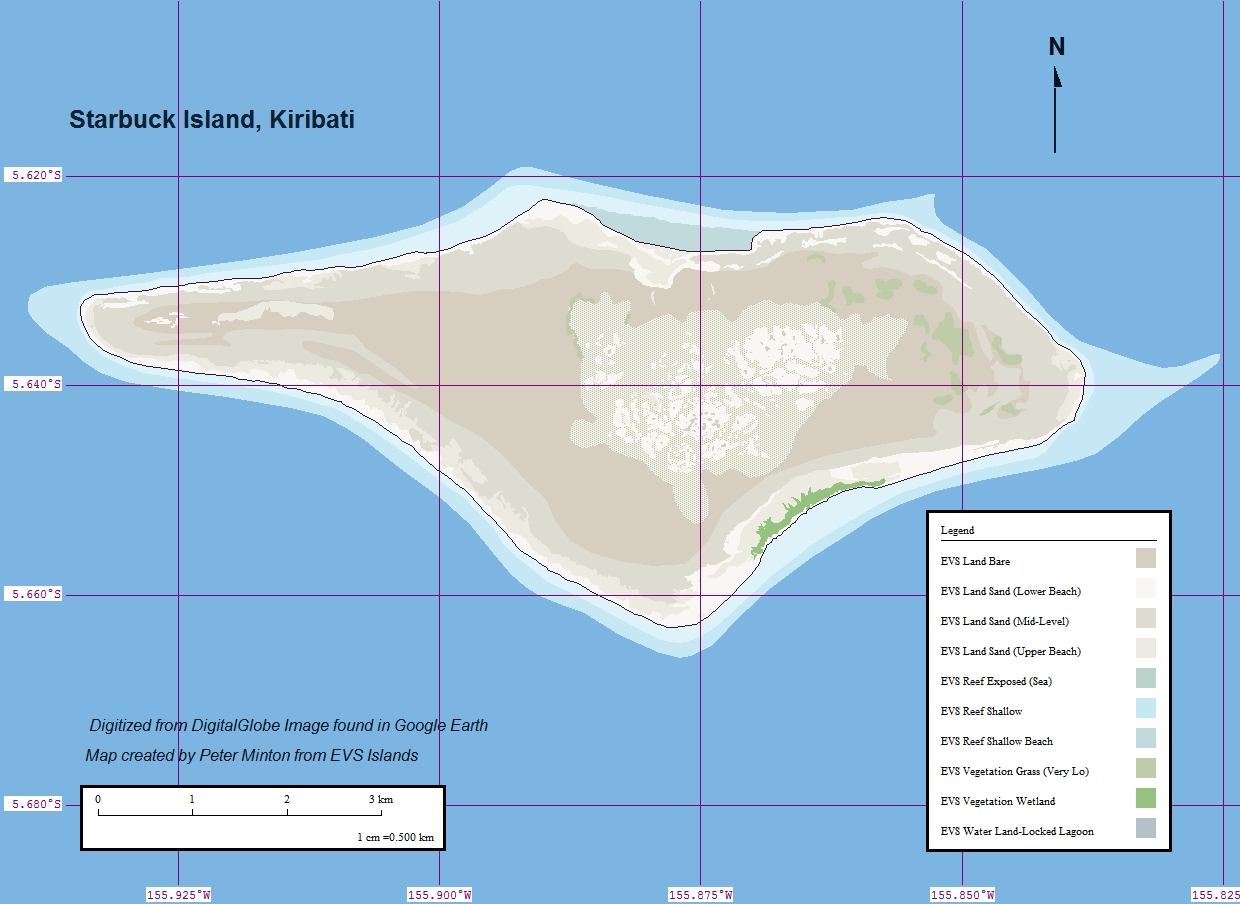
Карта атолла Старбак

Остров Старбак — маленький атолл с несколькими солёными лагунами и очень большой популяцией чёрной крачки и других морских птиц. Территория острова в настоящее время — заповедник.
Остров представляет собой низменный, засушливый известняковый атолл, окаймлённый рифами. С запада на восток остров имеет длину в 8,9 км, с севера на юг — 3,5 км. На юго-востоке острова большое количество солёных и часто пересыхающих лагун. На атолле отсутствует постоянный источник пресной воды. Почва острова преимущественно сформирована из кораллового песка. Старбак — один из самых засушливых атоллов в архипелаге Лайн. Годовой уровень осадков — 800 мм. Ветры преимущественно восточного направления.

## История

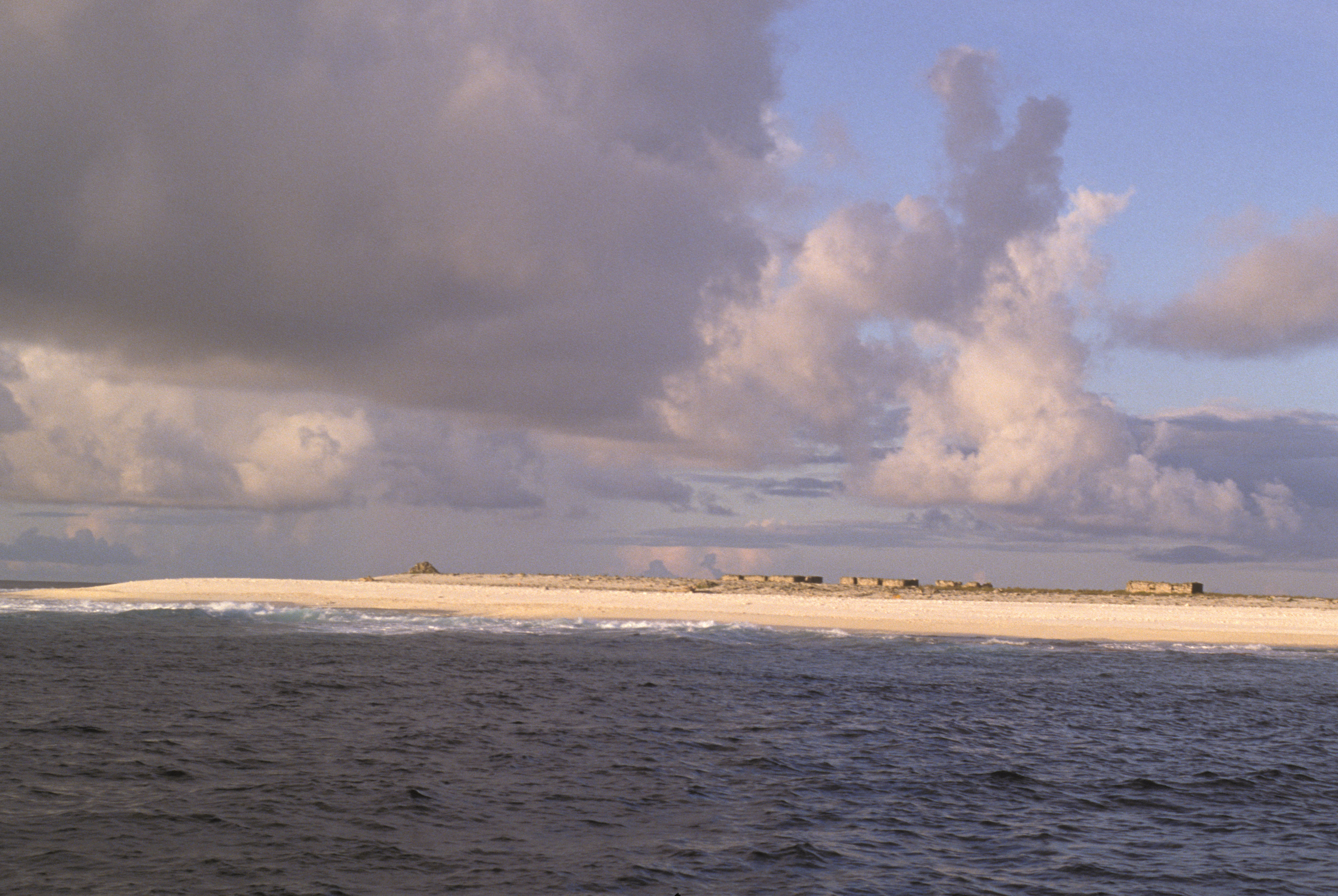
Руины на острове

Остров Старбак был открыт в 1823 году капитаном английского китобойного судна «L’Aigle» Валентином Старбаком. Он назвал его остров Волонтёр (Volunteer Island).
В 1886 году на острове началась добыча гуано. В настоящее время остров — территория республики Кирибати.